# Porsche 356 Nr. 1 Roadster
Der Sportwagen Porsche 356 Nr. 1 Roadster (Sport 356/1) ist das erste unter dem Namen Porsche gebaute Fahrzeug, ein Prototyp mit Mittelmotor und einem Gitterrohrrahmen aus Stahl. Am 8. Juni 1948 erhielt der Wagen eine Einzelgenehmigung und wurde am 15. Juni 1948 zum Straßenverkehr zugelassen. Eine Serienfertigung folgte nicht.
Vom späteren Porsche 356/2 mit seinem Fahrgestell aus Blech und Heckmotor war damals eine Kleinserie in Vorbereitung, aber bis August 1948 keiner fertiggestellt. Im Rahmenprogramm des Rennens in Innsbruck wurde am 11. Juli 1948 neben einem Berlin-Rom-Wagen der 356/1 vorgeführt. Sein Konzept wurde später beim Porsche 550 übernommen.
Laut Porsche-Unterlagen begannen unter der Leitung von Ferdinand „Ferry“ Anton Ernst Porsche die Arbeiten zum ersten Sportwagen mit dem Namen Porsche am 17. Juli 1947 im Porsche-Werk Gmünd, wohin im November 1944 unter dem Namen Porsche-Konstruktionen-Ges.m.b.H. das Konstruktionsbüro wegen der Luftangriffe auf Stuttgart verlegt worden war. Die spätere Finanzierung dieses Projektes erfolgte ab 1949 aus einem Vertrag mit dem damaligen VW-Generaldirektor Heinrich Nordhoff. Das Abkommen sicherte Ferdinand Porsche eine Lizenzgebühr von fünf Mark je produziertem VW-Käfer (das entsprach ca. 0,1 Prozent des Bruttoverkaufspreises), Käfer-Teile für den Bau eines eigenen Sportwagens sowie dessen Vertrieb über VW-Händler zu. Folglich stammte auch der Großteil der technischen Komponenten vom Käfer.

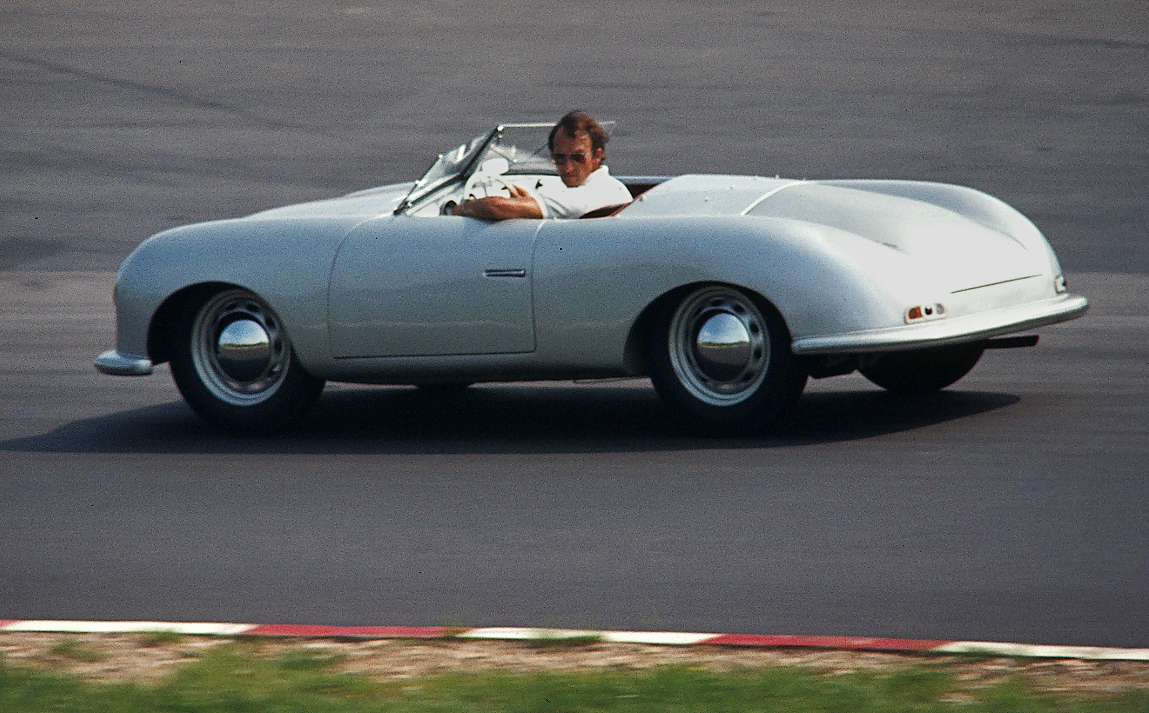
Porsche Nr. 1 am 15. August 1981 auf dem Nürburgring

Das Fahrwerk des Prototyps war ein selbst gefertigter Stahl-Gitterrohrrahmen mit Vorder- und Hinterachse des VW Käfer. Auf dieses Gerüst ließ Ferry Porsche eine selbst entworfene Karosserie aus von Hand über Holzformen getriebenen Aluminiumblechen montieren. Diese Karosserie hatte einen Luftwiderstandsbeiwert von 0,462.
Der gebläsegekühlte Vierzylinder-Boxermotor mit einem Hubraum von 1131 cm³ und einer Leistung von ursprünglich 25 PS (18,4 kW) bei 3300/min, das unsynchronisierte Vierganggetriebe sowie die Achsen kamen von VW. Die Motorleistung wurde auf 35 PS (26 kW) bei 4000/min gebracht, das maximale Drehmoment von 67 Nm bei 2000/min auf 69 Nm bei 2600/min gesteigert. Erreicht wurde diese Leistungssteigerung unter anderem durch neue Zylinderköpfe mit V-förmig hängenden Ventilen. Eine weitere Steigerung auf 40 PS war durch zwei Vergaser statt nur einem möglich. Die Maschine wurde längs vor der Hinterachse eingebaut.
Der fahrfertig 585 kg schwere Roadster erreichte eine Geschwindigkeit von 135 km/h bzw. 140 km/h mit abgedecktem Beifahrersitz. Das Fahrzeug hatte, wie damals üblich, vier Trommelbremsen.
Als Ferdinand Porsche nach seiner Entlassung aus 22-monatiger französischer Gefängnishaft das erste Fahrzeug mit dem Namen Porsche beurteilen konnte, das im Porsche-Werk Gmünd unter der Leitung seines Sohnes Ferry entstanden war, befand er das Ergebnis für absolut zufriedenstellend. 
Später wurde der Wagen für 7000 Sfr. an den Zürcher Autohändler Rupprecht von Senger verkauft, der ihn für 7500 Sfr. an den ersten Porschekunden weiterverkaufte. Den Erlös investierte Porsche in den Bau neuer Sport- und Rennwagen.
1953 kaufte Porsche den 356/1 zurück. Das Fahrzeug steht heute im Zuffenhausener Porsche-Museum.